# 벤 데이비스 (의류)
벤 데이비스(영어: Ben Davis)는 미국의 의류 업체이다. 

## 역사

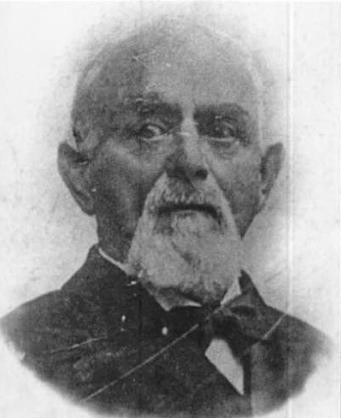
제이콥 데이비스

1870년대에 벤 데이비스의 할아버지인 제이콥 데이비스가 리바이 스트라우스와 협업을 통해 작업용 바지를 제작하면서 벤 데이비스라는 회사의 출발점이 된다. 1935년에 미국 캘리포니아 샌프란시스에서 벤 데이비스와 그의 아버지 사이먼 데이비스가 "Ben Davis"이라는 이름으로 창업하면서 본격적으로 의류 사업을 시작하였다.

## 제품
주로 워크웨어와 관련된 제품을 생산한다.